# Papež Janez XI.
Janez XI. (latinsko Joannes Decimus Primus), rojen kot Janez; italijanski rimskokatoliški škof, kardinal in papež; * 910 Rim (Papeška država, Frankovsko cesarstvo, † december 935 Rim (Papeška država, Sveto rimsko cesarstvo, danes: Italija) 

Papež je bil od marca 931 do decembra 935.

## Življenjepis

### Starševstvo
Starševsto Janeza XI. je še vedno predmet razpravljanja. Njegova mati je bila zanesljivo Marozia, najmočnejša žena v Rimu, in je torej izhajal iz družine Tuskulskih grofov. Po Liutprandovem mnenju in "Liber Pontificalis," je bil njegov oče Sergij III. (904–911), "Johannes, natione Romanus ex patre Sergio papa," "Liber Pont." ed. Louis Duchesne, II, 243). Ferdinand Gregorovius, Ernst Dümmler, Thomas Greenwood (Cathedra Petri: A Political History of the great Latin Patriarchate), Philip Schaff in Rudolf Baxmann soglašajo z Liutprandom, da je bil papež Sergij III. oče papežu Janezu XI. Če je to res, bi bil torej Janez XI. edin znani nezakonski sin kakega papeža, ki je postal papež tudi sam.. Po drugi strani Horace Kinder Mann Reginald L. Poole, Peter Llewelyn (Rome in the Dark Ages), Karl Josef von Hefele, August Friedrich Gfrörer, Ludovico Antonio Muratori in Francis Patrick Kenrick menijo, da je bil oče papeža Janeza XI. Alberik I. Spoletski, grof Tuskulski. Čeprav je torej materinstvo Marozie zanesljivo in ga potrjujejo vsi viri, ostaja očetovstvo pri papežu Janezu XI. negotovo – in so mnenja glede tega vse do danes  deljena. Vsekakor pa drži, da je Janez postal sirota brez očeta že v svojem prvem letu življenja. Marozia, ki je hotela pretrgati odnose s Sergijem III., ga je verjetno dala umoriti. Imela je tudi druge otroke, vendar je prihranila za Janeza cerkveno kariero; po pričevanjih enih je bil dober duhovnik, vendar ves pod materinim vplivom; drugi menijo, da ni imel toliko smisla za duhovne zadeve kolikor za posvetne zabave.

## Papež
Eden najmlajših papežev v zgodovini je bil posvečen komaj dvajsetleten marca 931 kot kardinal-duhovnik pri Santa Maria in Trastevere. Njegovo izvolitev je priredila njegova mati Marozia, ki je bila popolna in domala brez nasprotovanja gospodarica Rima; ona je že dejavno vplivala na dva prejšnja pontifikata, ko je dala izvoliti Leona VI. in Štefana VII. v pričakovanju, da bo njen sin postal polnoleten. Z izvolitvijo je imela seveda posebne namene: hotela je uporabiti sina, da bi narastla njena oblast in se razširila tudi zunaj mej Papeške države, za čemer je stremela že skozi dolgo časovno obdobje.
Vrhunec svojega samodrštva nad Rimom in papeštvom je senatorica in patricija (senatrix et patricia) Marozia dosegla s tem, da je svojega lastnega sina posadila na papeški prestol kot Janeza XI. Podvrgla ga je svoji oblasti še bolj kot njegove predhodnike. Leta 932 se je kot vdova poročila z italijanskim kraljem Hugom iz Provanse. Ta zveza naj bi utrdila njeno moč nad Rimom, Hugu pa utrla pot do cesarske krone. Zgodilo pa se je popolnoma drugače. Baldi takole opisuje usoden potek dogodkov:
»Poroka je potekala z blagoslovom papeža Janeza XI. v Angelskem gradu. Alberika, sina iz prvega Marozijenega zakona, je mati prisilila za paža; po pomoti (ali pa nalašč) je zlil malo vode na kraljeve roke, zaradi česar je dobil krepko klofuto po licu. Takšna žalitev Rimljana od strani barbara je bila žalitev Rima: ljudstvo je zgrabilo za orožje in pod Alberikovim vodstvom napadlo Angelski grad. Hugo je zbežal samo v srajci, ko se je ponoči spustil po vrvi z obzidja in se vrnil s svojimi krdeli v Lombardijo.«
Maroziji je torej med ali neposredno po poroki prekrižal načrte sin iz prvega zakona, Alberik II.. Razširile so se bile namreč tudi govorice, da ga Hugo namerava oslepiti in je zato Rimljane naščuval k uporu: Hugo je uspel pobegniti, Marozio in Janeza XI. pa je Alberik vrgel v ječo, kjer sta oba umrla najverjetneje nasilne smrti. Marozio je Alberik zaprl v Angelski grad, po drugih pa po takratni navadi v nek samostan in je zgodovinski viri več ne omenjajo; polbrata Janeza pa je zaprl v Lateransko palačo, kjer mu je pustil obredno delovanje do smrti, brez kakršnegakoli vpliva na politično dogajanje. Po tem prevratu, ki se je zgodil pozno 932 ali zgodaj 933, je Alberik zavladal v Rimu kot samodržec: oklical se je kot senator, patricius et princeps Romanorum. Ko si je prisvojil vso posvetno oblast, je prepustil svojemu polbratu papežu le opravljanje duhovnih poslov, pa še v te se je vmešaval.
Poslej je Alberik sam dobri dve desetletji obvladoval vsa dogajanja v Rimu in s tem tudi papeštvo. Za papeže od Anastazija III. do Janeza XI. je sicer treba reči, da jih sodobni viri označujejo kot hvalevredne može, ki pa so bili pod samovlado Teofilaktove rodovine brez politične moči in tako niso mogli vplivneje posegati v dogajanja v Cerkvi. 

### Prijateljski odnosi z Bizantinskim cesarstvom
Z vso verjetnostjo je njegova mati vplivala tudi na Janezove odnose z vzhodno Cerkvijo. Marozia je namreč nameravala poročiti svojo hčerko Berto z enim od sinov bizantinskega cesarja Romana Lekapena. On je hotel imenovati za carigrajskega patriarha lastnega mladoletnega sina Teofilakta, in je prosil za potrditev papeža Janeza XI. v pismu, v katerem je izrazil tudi željo, da bi obnovil dobre odnose med Marozijino in cesarsko družino. Janez je bil takoj pripravljen odposlati dva škofa kot svoja odposlanca. Ta poteza rimskega papeža, ki jo je izzval carigrajski patriarh, pa je zbudila hudo nasprotovanje v vzhodni Cerkvi. Preden naj bi bila odposlanca odpotovala na posvečenje in ustoličenje Teofilakta, – kar naj bi se bilo zgodilo februarja 933 – pa so se zgodile v Rimu usodne spremembe, ki so zadevo preprečile.

### Spodbujevalec meniške prenove
Prvo znano dejanje Janezovega papeževanja je bila za prihodnost izredno pomembna listina od marca 931. Gre za predpravico, ki jo je podelil clunijskemu opatu Odu; glede na oporoko akvitanskega vojvoda Viljema I., ki je utemeljil benediktinsko naselbino pred kakimi dvajsetimi leti in jo podaril »svetima Petru in Pavlu«, je potrdil borgonjskemu samostanu izvzetje izpod katerekoli verske ali svetne oblasti, nedotakljivost, papeško varstvo in neposredno odvisnost od rimskega Svetega sedeža. Odu je dovolil tudi, da je lahko istočasno opat različnim samostanom, od katerih je sleherni pridobil iste predpravice in pravila kot matični; s tem je listina dala popolno priznanje in krepko spodbudo temu gibanju za meniško prenovo, ki je začela delati prve korake.
Neposredne potrditve nahajamo v drugi Janezovi listini, ki je tudi datirana z marcem 931, s katero se razširjajo privilegiji Clunyja na samostan Déols, ki je bil zaupan istemu Odu, da bi uvedel prenovo.
Listina iz junija 932 pa je zaupala Clunyju tudi samostan Charlieu v Burgundiji.

### Dela
- »Documenta Catholica Omnia« (v latinščini). Pridobljeno 6. decembra 2011.

Janezovim listinam ne moremo sicer vedno določiti točnega datuma; omenimo pa nekatere pomembnejše:
1. podelitev palija nadškofu Artaldu v Reimsu;
2. odobritev privilegijev samostanu Vézalay v francoski škofiji Autunu in samostanu San Silvestro in Capite v Rimu, ki mu je dovolil posest mlina na Tiberi;
3. pismo nadškofu Teodolu iz Toursa glede na samostan Sv. Julijana;
4. potrditev cerkvi v Autunu pravice do prostih volitev škofa;
5. razsodba, da mora Silvio di Clérieux obnoviti samostansko cerkev v viennski škofiji, ki jo je zažgal.[23]

## Smrt in spomin
Janez XI. je umrl v Rimu, v ječi, verjetno nasilne smrti, in sicer decembra 935; po drugih virih je umrl naravne smrti v Lateranu januarja 936.
Pokopali so ga v Lateranu, Rim. (Papeška država, Sveto rimsko cesarstvo; danes: Italija).

## Ocena
- Resnici na ljubo moramo priznati, da so v Mračnem stoletju papeževali večinoma dobri papeži, ki so vestno izpolnjevali dolžnosti svoje službe; pomanjkanje politične moči je bilo Cerkvi morebiti celo v prid. Za papeže od Anastazija III. do Janeza XI. je obenem treba reči, da jih sodobni viri označujejo kot hvalevredne može, ki so bili pod diktaturo Teofilaktove rodbine brez moči in tako niso mogli vplivneje posegati v cerkvena dogajanja.[24]
- Ignaz von Döllinger[25] takole ocenjuje to »mračno« obdobje: »Papeštvo je postalo podobno za verigo privezanemu ujetniku, ki si ne more nič pomagati zoper svoje ponižanje, saj je oropan svobode.«[26]
- To obdobje smemo imenovati mračno predvsem zaradi popolnega pomanjkanja neodvisnih zgodovinskih ali sploh kakih virov. Ozračje negotovosti glede tega obdobja poudarja in vključno potrjuje kriza, ki so jo preživljale takratne politične in cerkvene rimske ustanove: poročil, ki jih vsebujejo takratni seznami, praktično ni; žal istočasno obstaja zgodovinopisna praznina, ki je vsepovsod značilna za prvi dve desetletji X. stoletja.[27]
- Za papeže je bilo 10. stoletje zares temačno in ga po pravici imenujemo Mračno stoletje. Brez cesarske zaščite so bili na milost in nemilost prepuščeni muham rimskega in italijanskega plemstva, ki si je nadzor nad Cerkvijo pridobivalo tako, da je na njene položaje nastavljalo svoje sorodnike ali politične somišljenike, ne glede na to, ali so bili tega vredni; v svojem stremuštvu so nastavljali in odstavljali papeže, večkrat pa jim tudi stregli po življenju. Kronika, ki jo je napisal nemški škof Liutprand,[28] slika posvetnost na papeževem dvoru; vendar jo je treba brati s pridržkom, saj je bil pisec zelo proti rimsko razpoložen - kar tudi sam izrecno poudarja - in je zato dvomno, da je pisal nepristransko.[29] Mračno pa imenujejo to stoletje tudi zato, ker je bilo polno spletk in umorov, ki so dosegali tudi papeški dvor; obenem pa je bilo to tudi obdobje roparskih vpadov divjih poganskih Normanov, Vikingov in Huov, ter muslimanskih Saracenov in Turkov.
- Za to obdobje manjkajo neodvisni in nepristranski zgodovinski viri. Večino poročil o škandalih, nasilju in razvratu v Rimu je napisal torej že omenjeni Liutprand. Svojemu delu je dal pomenljiv naslov Maščevanje. Ta naslov daje slutiti, da je v svojem pripovedovanju brez dvoma pretiraval in da je pač nalašč izbiral samo pikantne zgodbe, da bi se na ta način maščeval nekaterim ljudem. Pretresljivo pa je na primer Liutprandovo mnenje, da je bila za Langobarde, Sase in Franke najhujša zmerljivka in žalitev, če si komu rekel, da je Rimljan. V tej besedi je po njegovem mnenju izraženo vse, kar ja na tem svetu slabega, zlobnega in gnilega. Kljub Liutprandovim pretiravanjem pa je ostalo v takratni družbi še vedno dovolj slabega, kar je najedalo tudi Cerkev tako od zunaj kot od znotraj. Tako si lahko mislimo, da je kljub pretiravanjem to bil v resnici strašen čas.[30]

### Teofilaktov rodovnik
|                                                       |                                                       |                                                       |                                                       |                                                       |                                                       |  |  |                                       |                                       |                                       |                                       |                                       |                                       | Teofilakt I., tuskulski grof 864–924 | Teofilakt I., tuskulski grof 864–924 | Teofilakt I., tuskulski grof 864–924 | Teofilakt I., tuskulski grof 864–924 | Teofilakt I., tuskulski grof 864–924 | Teofilakt I., tuskulski grof 864–924 |                                    |                                    | Teodora         | Teodora         | Teodora                        | Teodora                        | Teodora                        | Teodora                        |                                |                                |                             |                             |                             |                             |  |  |  |  |  |  |  |  |  |  |  |  |  |  |
|                                                       |                                                       |                                                       |                                                       |                                                       |                                                       |  |  |                                       |                                       |                                       |                                       |                                       |                                       | Teofilakt I., tuskulski grof 864–924 | Teofilakt I., tuskulski grof 864–924 | Teofilakt I., tuskulski grof 864–924 | Teofilakt I., tuskulski grof 864–924 | Teofilakt I., tuskulski grof 864–924 | Teofilakt I., tuskulski grof 864–924 |                                    |                                    | Teodora         | Teodora         | Teodora                        | Teodora                        | Teodora                        | Teodora                        |                                |                                |                             |                             |                             |                             |  |  |  |  |  |  |  |  |  |  |  |  |  |  |
|                                                       |                                                       |                                                       |                                                       |                                                       |                                                       |  |  |                                       |                                       |                                       |                                       |                                       |                                       |                                      |                                      |                                      |                                      |                                      |                                      |                                    |                                    |                 |                 |                                |                                |                                |                                |                                |                                |                             |                             |                             |                             |  |  |  |  |  |  |  |  |  |  |  |  |  |  |
| Hugo Italijanski 887-924-948 (tudi poročen z Marozio) | Hugo Italijanski 887-924-948 (tudi poročen z Marozio) | Hugo Italijanski 887-924-948 (tudi poročen z Marozio) | Hugo Italijanski 887-924-948 (tudi poročen z Marozio) | Hugo Italijanski 887-924-948 (tudi poročen z Marozio) | Hugo Italijanski 887-924-948 (tudi poročen z Marozio) |  |  | Alberik I. Spoletski (grof) d. 925    | Alberik I. Spoletski (grof) d. 925    | Alberik I. Spoletski (grof) d. 925    | Alberik I. Spoletski (grof) d. 925    | Alberik I. Spoletski (grof) d. 925    | Alberik I. Spoletski (grof) d. 925    |                                      |                                      |                                      |                                      | Marozia 890–937                      | Marozia 890–937                      | Marozia 890–937                    | Marozia 890–937                    | Marozia 890–937 | Marozia 890–937 |                                |                                |                                |                                | Sergij III. (papež) 904–911    | Sergij III. (papež) 904–911    | Sergij III. (papež) 904–911 | Sergij III. (papež) 904–911 | Sergij III. (papež) 904–911 | Sergij III. (papež) 904–911 |  |  |  |  |  |  |  |  |  |  |  |  |  |  |
| Hugo Italijanski 887-924-948 (tudi poročen z Marozio) | Hugo Italijanski 887-924-948 (tudi poročen z Marozio) | Hugo Italijanski 887-924-948 (tudi poročen z Marozio) | Hugo Italijanski 887-924-948 (tudi poročen z Marozio) | Hugo Italijanski 887-924-948 (tudi poročen z Marozio) | Hugo Italijanski 887-924-948 (tudi poročen z Marozio) |  |  | Alberik I. Spoletski (grof) d. 925    | Alberik I. Spoletski (grof) d. 925    | Alberik I. Spoletski (grof) d. 925    | Alberik I. Spoletski (grof) d. 925    | Alberik I. Spoletski (grof) d. 925    | Alberik I. Spoletski (grof) d. 925    |                                      |                                      |                                      |                                      | Marozia 890–937                      | Marozia 890–937                      | Marozia 890–937                    | Marozia 890–937                    | Marozia 890–937 | Marozia 890–937 |                                |                                |                                |                                | Sergij III. (papež) 904–911    | Sergij III. (papež) 904–911    | Sergij III. (papež) 904–911 | Sergij III. (papež) 904–911 | Sergij III. (papež) 904–911 | Sergij III. (papež) 904–911 |  |  |  |  |  |  |  |  |  |  |  |  |  |  |
|                                                       |                                                       |                                                       |                                                       |                                                       |                                                       |  |  |                                       |                                       |                                       |                                       |                                       |                                       |                                      |                                      |                                      |                                      |                                      |                                      |                                    |                                    |                 |                 |                                |                                |                                |                                |                                |                                |                             |                             |                             |                             |  |  |  |  |  |  |  |  |  |  |  |  |  |  |
|                                                       |                                                       |                                                       |                                                       |                                                       |                                                       |  |  |                                       |                                       |                                       |                                       |                                       |                                       |                                      |                                      |                                      |                                      |                                      |                                      |                                    |                                    |                 |                 |                                |                                |                                |                                |                                |                                |                             |                             |                             |                             |  |  |  |  |  |  |  |  |  |  |  |  |  |  |
| Alda Viennska                                         | Alda Viennska                                         | Alda Viennska                                         | Alda Viennska                                         | Alda Viennska                                         | Alda Viennska                                         |  |  | Alberik II. Spoletski 905–954         | Alberik II. Spoletski 905–954         | Alberik II. Spoletski 905–954         | Alberik II. Spoletski 905–954         | Alberik II. Spoletski 905–954         | Alberik II. Spoletski 905–954         |                                      |                                      | David ali Deodat                     | David ali Deodat                     | David ali Deodat                     | David ali Deodat                     | David ali Deodat                   | David ali Deodat                   |                 |                 | Janez XI. (papež) 931–935      | Janez XI. (papež) 931–935      | Janez XI. (papež) 931–935      | Janez XI. (papež) 931–935      | Janez XI. (papež) 931–935      | Janez XI. (papež) 931–935      |                             |                             |                             |                             |  |  |  |  |  |  |  |  |  |  |  |  |  |  |
| Alda Viennska                                         | Alda Viennska                                         | Alda Viennska                                         | Alda Viennska                                         | Alda Viennska                                         | Alda Viennska                                         |  |  | Alberik II. Spoletski 905–954         | Alberik II. Spoletski 905–954         | Alberik II. Spoletski 905–954         | Alberik II. Spoletski 905–954         | Alberik II. Spoletski 905–954         | Alberik II. Spoletski 905–954         |                                      |                                      | David ali Deodat                     | David ali Deodat                     | David ali Deodat                     | David ali Deodat                     | David ali Deodat                   | David ali Deodat                   |                 |                 | Janez XI. (papež) 931–935      | Janez XI. (papež) 931–935      | Janez XI. (papež) 931–935      | Janez XI. (papež) 931–935      | Janez XI. (papež) 931–935      | Janez XI. (papež) 931–935      |                             |                             |                             |                             |  |  |  |  |  |  |  |  |  |  |  |  |  |  |
|                                                       |                                                       |                                                       |                                                       |                                                       |                                                       |  |  |                                       |                                       |                                       |                                       |                                       |                                       |                                      |                                      |                                      |                                      |                                      |                                      |                                    |                                    |                 |                 |                                |                                |                                |                                |                                |                                |                             |                             |                             |                             |  |  |  |  |  |  |  |  |  |  |  |  |  |  |
|                                                       |                                                       |                                                       |                                                       |                                                       |                                                       |  |  |                                       |                                       |                                       |                                       |                                       |                                       |                                      |                                      |                                      |                                      |                                      |                                      |                                    |                                    |                 |                 |                                |                                |                                |                                |                                |                                |                             |                             |                             |                             |  |  |  |  |  |  |  |  |  |  |  |  |  |  |
| Gregor I. Tuskulski (grof)                            | Gregor I. Tuskulski (grof)                            | Gregor I. Tuskulski (grof)                            | Gregor I. Tuskulski (grof)                            | Gregor I. Tuskulski (grof)                            | Gregor I. Tuskulski (grof)                            |  |  | Janez XII. (papež) 955–964            | Janez XII. (papež) 955–964            | Janez XII. (papež) 955–964            | Janez XII. (papež) 955–964            | Janez XII. (papež) 955–964            | Janez XII. (papež) 955–964            |                                      |                                      | Benedikt VII. (papež) 974-983        | Benedikt VII. (papež) 974-983        | Benedikt VII. (papež) 974-983        | Benedikt VII. (papež) 974-983        | Benedikt VII. (papež) 974-983      | Benedikt VII. (papež) 974-983      |                 |                 |                                |                                |                                |                                |                                |                                |                             |                             |                             |                             |  |  |  |  |  |  |  |  |  |  |  |  |  |  |
| Gregor I. Tuskulski (grof)                            | Gregor I. Tuskulski (grof)                            | Gregor I. Tuskulski (grof)                            | Gregor I. Tuskulski (grof)                            | Gregor I. Tuskulski (grof)                            | Gregor I. Tuskulski (grof)                            |  |  | Janez XII. (papež) 955–964            | Janez XII. (papež) 955–964            | Janez XII. (papež) 955–964            | Janez XII. (papež) 955–964            | Janez XII. (papež) 955–964            | Janez XII. (papež) 955–964            |                                      |                                      | Benedikt VII. (papež) 974-983        | Benedikt VII. (papež) 974-983        | Benedikt VII. (papež) 974-983        | Benedikt VII. (papež) 974-983        | Benedikt VII. (papež) 974-983      | Benedikt VII. (papež) 974-983      |                 |                 |                                |                                |                                |                                |                                |                                |                             |                             |                             |                             |  |  |  |  |  |  |  |  |  |  |  |  |  |  |
|                                                       |                                                       |                                                       |                                                       |                                                       |                                                       |  |  |                                       |                                       |                                       |                                       |                                       |                                       |                                      |                                      |                                      |                                      |                                      |                                      |                                    |                                    |                 |                 |                                |                                |                                |                                |                                |                                |                             |                             |                             |                             |  |  |  |  |  |  |  |  |  |  |  |  |  |  |
| Benedikt VIII. (papež) papež 1012–1024                | Benedikt VIII. (papež) papež 1012–1024                | Benedikt VIII. (papež) papež 1012–1024                | Benedikt VIII. (papež) papež 1012–1024                | Benedikt VIII. (papež) papež 1012–1024                | Benedikt VIII. (papež) papež 1012–1024                |  |  | Alberik III. Tuskulski (grof) u. 1044 | Alberik III. Tuskulski (grof) u. 1044 | Alberik III. Tuskulski (grof) u. 1044 | Alberik III. Tuskulski (grof) u. 1044 | Alberik III. Tuskulski (grof) u. 1044 | Alberik III. Tuskulski (grof) u. 1044 |                                      |                                      | Janez XIX. (papež) papež 1024–1032   | Janez XIX. (papež) papež 1024–1032   | Janez XIX. (papež) papež 1024–1032   | Janez XIX. (papež) papež 1024–1032   | Janez XIX. (papež) papež 1024–1032 | Janez XIX. (papež) papež 1024–1032 |                 |                 |                                |                                |                                |                                |                                |                                |                             |                             |                             |                             |  |  |  |  |  |  |  |  |  |  |  |  |  |  |
| Benedikt VIII. (papež) papež 1012–1024                | Benedikt VIII. (papež) papež 1012–1024                | Benedikt VIII. (papež) papež 1012–1024                | Benedikt VIII. (papež) papež 1012–1024                | Benedikt VIII. (papež) papež 1012–1024                | Benedikt VIII. (papež) papež 1012–1024                |  |  | Alberik III. Tuskulski (grof) u. 1044 | Alberik III. Tuskulski (grof) u. 1044 | Alberik III. Tuskulski (grof) u. 1044 | Alberik III. Tuskulski (grof) u. 1044 | Alberik III. Tuskulski (grof) u. 1044 | Alberik III. Tuskulski (grof) u. 1044 |                                      |                                      | Janez XIX. (papež) papež 1024–1032   | Janez XIX. (papež) papež 1024–1032   | Janez XIX. (papež) papež 1024–1032   | Janez XIX. (papež) papež 1024–1032   | Janez XIX. (papež) papež 1024–1032 | Janez XIX. (papež) papež 1024–1032 |                 |                 |                                |                                |                                |                                |                                |                                |                             |                             |                             |                             |  |  |  |  |  |  |  |  |  |  |  |  |  |  |
|                                                       |                                                       |                                                       |                                                       |                                                       |                                                       |  |  |                                       |                                       |                                       |                                       |                                       |                                       |                                      |                                      |                                      |                                      |                                      |                                      |                                    |                                    |                 |                 |                                |                                |                                |                                |                                |                                |                             |                             |                             |                             |  |  |  |  |  |  |  |  |  |  |  |  |  |  |
| vojvoda Peter Rimski                                  | vojvoda Peter Rimski                                  | vojvoda Peter Rimski                                  | vojvoda Peter Rimski                                  | vojvoda Peter Rimski                                  | vojvoda Peter Rimski                                  |  |  | Gaius                                 | Gaius                                 | Gaius                                 | Gaius                                 | Gaius                                 | Gaius                                 |                                      |                                      | Octavianus                           | Octavianus                           | Octavianus                           | Octavianus                           | Octavianus                         | Octavianus                         |                 |                 | Benedikt IX. (papež) 1012–1055 | Benedikt IX. (papež) 1012–1055 | Benedikt IX. (papež) 1012–1055 | Benedikt IX. (papež) 1012–1055 | Benedikt IX. (papež) 1012–1055 | Benedikt IX. (papež) 1012–1055 |                             |                             |                             |                             |  |  |  |  |  |  |  |  |  |  |  |  |  |  |